# Măldărești (okręg Vâlcea)
Măldărești – wieś w Rumunii, w okręgu Vâlcea, w gminie Măciuca. W 2011 roku liczyła 1156 mieszkańców.